# Valeria Montella
Valeria Montella (Pollena Trocchia, 23 luglio 1981) è un'ex cestista italiana.

## Carriera
Dal 2003 al 2005 milita nella Pallacanestro Ribera in Serie A1, disputando anche gare internazionali di FIBA EuroCup.